# Moe (Australie)
Pour les articles homonymes, voir Moe.
Moe est une ville du Gippsland, une région dans l'est de l'État de Victoria en Australie. Elle est située à 134 kilomètres à l'est de Melbourne. Elle compte 17 981 habitants en 2006.
Il semble que le nom de la ville soit d'origine aborigène et signifierait « terrain marécageux » en langue aborigène Kornai.
La ville est un point de passage pour les touristes en direction d'Erica, de la ville minière de Wallhalla, du train touristique des mines de Wallhalla et du mont Baw Baw.

## Histoire
Moa est à environ douze kilomètres au nord-est de l'épicentre du tremblement de terre de magnitude 5,2 à 5,4 avec des répliques à 3,1, qui secoua le Victoria le 19 juin 2012,.

### Galerie

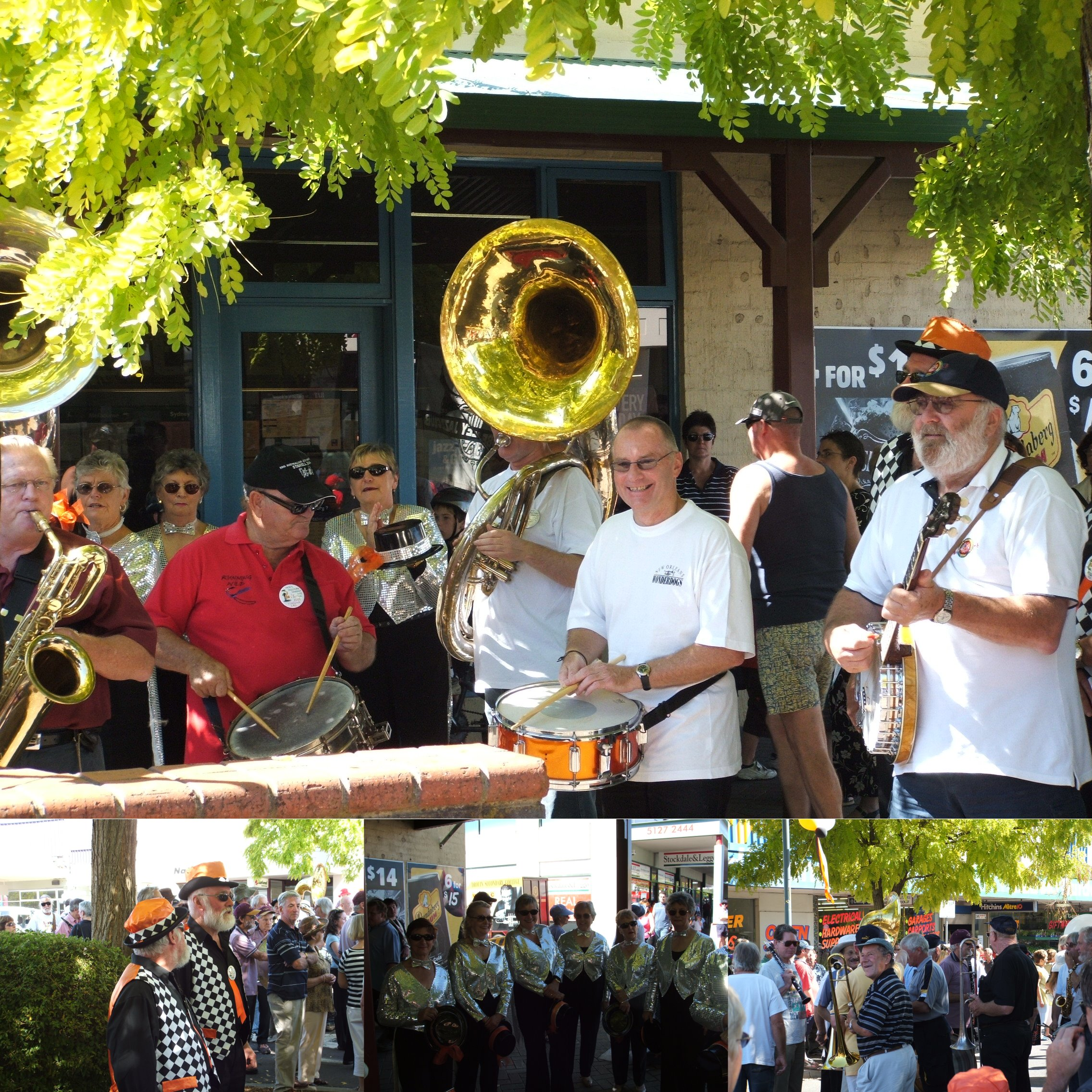
Festival de jazz de Moe en 2005.
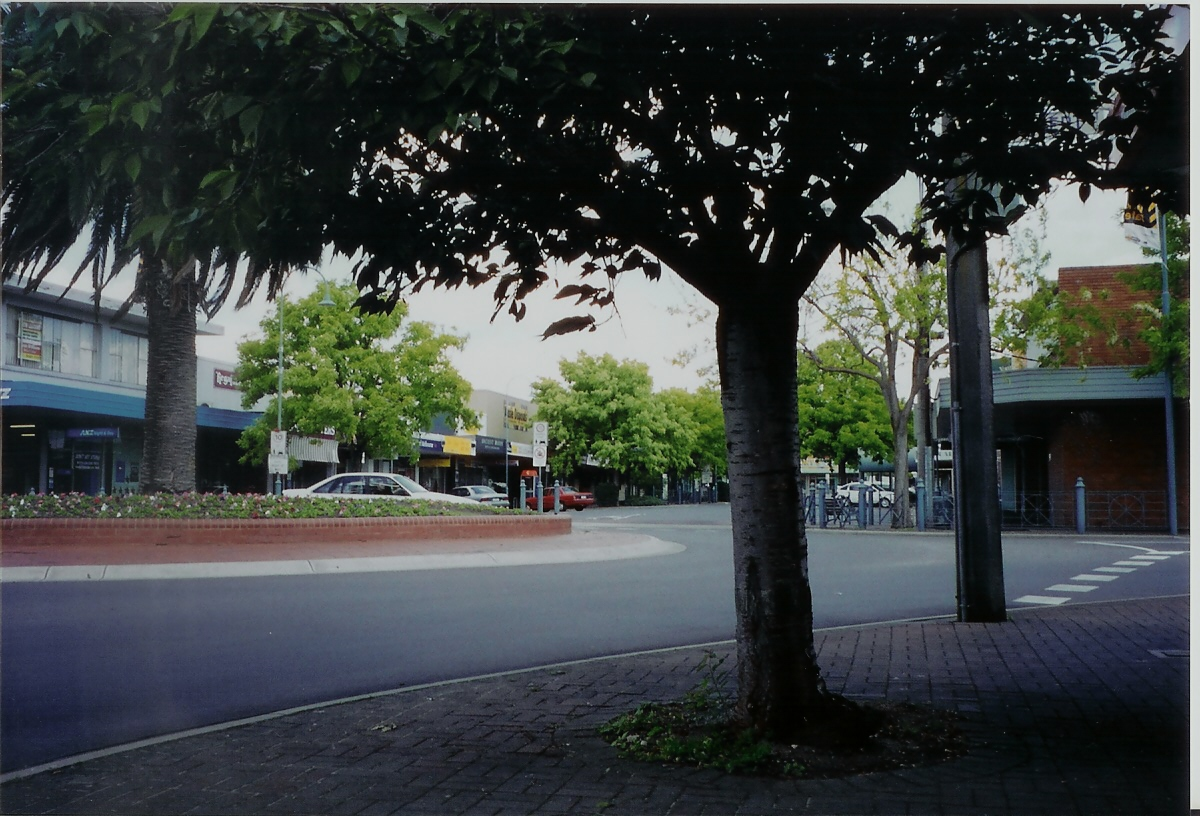
Rue du centre de Moe.
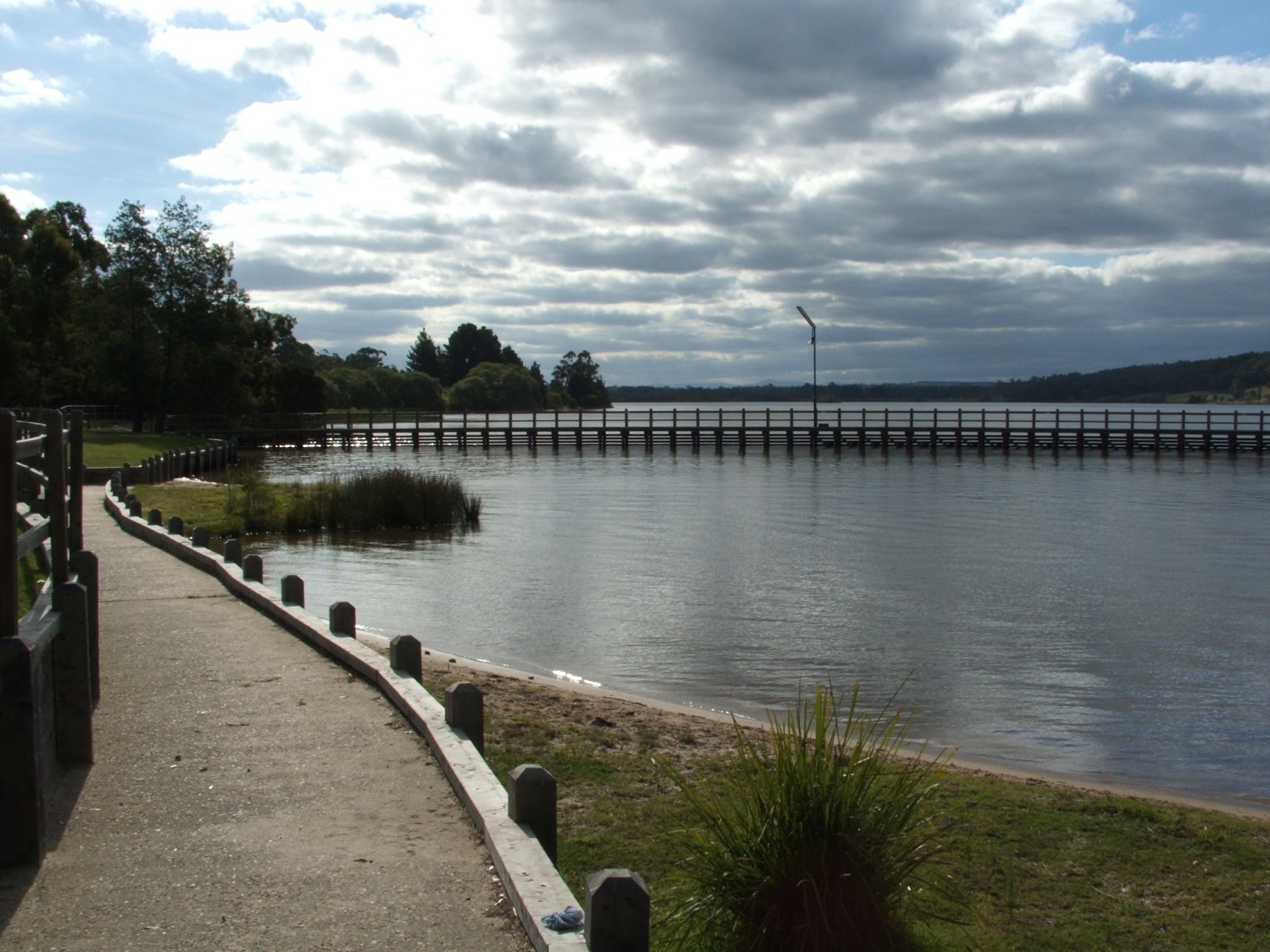
Lac Narracan